# Plebeia intermedia
Plebeia intermedia là một loài Hymenoptera trong họ Apidae. Loài này được Wille mô tả khoa học năm 1960.